# Rossella Giordano
Rossella Giordano (née le 1er décembre 1972 à Asti) est une athlète italienne spécialiste de la marche athlétique. Elle détient le record d'Italie du 20 000 mètres marche en 1 h 30 min 48 s 3.

## Biographie

### Palmarès
| Date | Compétition                   | Lieu              | Résultat | Épreuve        | Performance     |
| ---- | ----------------------------- | ----------------- | -------- | -------------- | --------------- |
| 1990 | Championnats du monde juniors | Plovdiv           | 18e      | 5 000 m marche | 23 min 53 s 80  |
| 1995 | Coupe du monde de marche      | Pékin             | 7e       | 10 km marche   | 43 min 44 s     |
| 1995 | Universiade d'été             | Fukuoka           | 2e       | 10 km marche   | 43 min 30 s     |
| 1995 | Championnats du monde         | Göteborg          | 6e       | 10 km marche   | 42 min 26 s     |
| 1996 | Coupe d'Europe de marche      | La Corogne        | 2e       | 10 km marche   | 43 min 27 s     |
| 1996 | Jeux olympiques d'été         | Atlanta           | 5e       | 10 km marche   | 42 min 43 s     |
| 1997 | Coupe du monde de marche      | Poděbrady         | 5e       | 10 km marche   | 42 min 37 s     |
| 1997 | Universiade d'été             | Catane            | 2e       | 10 km marche   | 44 min 31 s     |
| 1999 | Universiade d'été             | Palma de Majorque | 2e       | 10 km marche   | 44 min 39 s     |
| 1999 | Championnats du monde         | Séville           | 27e      | 20 km marche   | 1 h 38 min 06 s |
| 2002 | Coupe du monde de marche      | Turin             | 9e       | 20 km marche   | 1 h 31 min 10 s |
| 2003 | Championnats du monde         | Paris             | 6e       | 20 km marche   | 1 h 29 min 14 s |
| 2004 | Jeux olympiques d'été         | Athènes           | 11e      | 20 km marche   | 1 h 30 min 39 s |
| 2006 | Championnats d'Europe         | Göteborg          | 18e      | 20 km marche   | 1 h 33 min 56 s |

### Records
| Épreuve                 | Performance       | Lieu   | Date         |
| ----------------------- | ----------------- | ------ | ------------ |
| 20 000 m marche (piste) | 1 h 30 min 48 s 3 | Almada | 4 août 2000  |
| 20 km marche (route)    | 1 h 29 min 14 s   | Paris  | 24 août 2003 |